# フランツ・プフェファー・フォン・ザロモン
フランツ・プフェファー・フォン・ザロモン（Franz Pfeffer von Salomon、1888年2月19日 - 1968年4月12日）は、ナチス・ドイツの突撃隊（SA）の指導者だった人物。

## 経歴
デュッセルドルフ出身。父はプロイセンの枢密顧問官だった。
第一次世界大戦が始まると志願して従軍。敗戦時までに少尉に昇進。
戦後、義勇軍（フライコール）に参加し、バルト三国やシュレージエン地方で活動した。極右暗殺組織「コンスル」にも加わり、外相ヴァルター・ラーテナウの暗殺に関与した。ラーテナウ暗殺でコンスル組織が禁止されると、ヴェストファーレンのハムのコンスル支部を国家社会主義ドイツ労働者党（ナチ党/ナチス）支部と改称した。
フランスのルール占領の際にヴェストファーレンでレジスタンス組織を作る事に功績があった。ミュンヘン一揆で禁止された突撃隊の偽装組織「フロントバン」に参加。
1924年にヨーゼフ・ゲッベルスやカール・カウフマンと知り合い、ナチスへ正式に入党。1925年から1926年までヴェストファーレンの大管区指導者となった。後に親衛隊全国指導者となるハインリヒ・ヒムラーは彼の秘書だったことがある。
1926年7月27日にアドルフ・ヒトラーよりザロモンの突撃隊最高指導者就任が発表され、11月1日に正式に任じられた。ザロモンは1929年に突撃隊幕僚長を設置するなど、突撃隊を拡充して組織化させた事に功績があったが、1930年ドイツ国会選挙の際に突撃隊員の候補者をもっと立てるようヒトラーに要求して却下され、対立を深めた。1930年8月12日にヒトラーへの抗議の意味で突撃隊最高指導者を辞した。その後はヒトラー自らが突撃隊最高指導者を兼務し、南アメリカから呼び戻したエルンスト・レームを突撃隊幕僚長として突撃隊の実務をすべて任せた。
以降、党の中枢で活躍することはなかったものの、1931年から1941年まではナチスの国会議員を務めた。
戦後は保守政党ドイツ党ヘッセン支部に属し、1968年にミュンヘンで死去した。